# Revolter
Revolter was een industrial metalband uit Oostenrijk. De band bracht hun debuut- en enige album Datamerica uit in 1996. Twee tracks van het album verschenen op compilatiealbums; Full Screen Horror op Red Alert's soundtrack Alaяmstufe Яot en In Nomine Patris op New Voices Vol. 6.